# Jørgensen-Ungleichung
In der hyperbolischen Geometrie, einem Teilgebiet der Mathematik, ist die Jørgensen-Ungleichung eine notwendige Bedingung für die Diskretheit von Gruppen von Isometrien des 3-dimensionalen hyperbolischen Raumes {\displaystyle \mathbb {H} ^{3}}. Sie geht auf Troels Jørgensen zurück.

## Ungleichung
Es sei {\displaystyle \Gamma } eine von zwei Matrizen {\displaystyle f,g\in PSL(2,\mathbb {C} )} erzeugte nicht-elementare Kleinsche Gruppe, dann gilt die Ungleichung
{\displaystyle \vert Sp(f)^{2}-4\vert +\vert Sp(\left[f,g\right])-2\vert \geq 1},
wobei {\displaystyle Sp(.)} die Spur einer Matrix und {\displaystyle \left[.,.\right]} den Kommutator zweier Matrizen bezeichnet.
Anschaulich sagt die Bedingung, dass zwei Elemente, die eine nicht-elementare diskrete Gruppe erzeugen, nicht zu nahe an der Identität sein können.

## Gleichheit
Die einzige hyperbolische 3-Mannigfaltigkeit, deren Fundamentalgruppe von 2 Elementen {\displaystyle f,g} mit {\displaystyle \vert Sp(f)^{2}-4\vert +\vert Sp(\left[f,g\right])-2\vert =1} erzeugt wird, ist das Komplement des Achterknotens.
Die einzigen diskreten Untergruppen von {\displaystyle PSL(2,\mathbb {R} )}, die von 2 Elementen {\displaystyle f,g} mit {\displaystyle \vert Sp(f)^{2}-4\vert +\vert Sp(\left[f,g\right])-2\vert =1} erzeugt werden, sind die Hyperbolische Dreiecksgruppen der Signatur {\displaystyle (2,3,q)} mit {\displaystyle 7\leq q\leq \infty }.
Weiterhin gibt es zu jedem {\displaystyle r\geq 1} eine diskrete Gruppe {\displaystyle \Gamma \subset PSL(2,\mathbb {C} )} mit {\displaystyle inf_{f,g\colon \langle f,g\rangle =\Gamma }\left\{\vert Sp(f)^{2}-4\vert +\vert Sp(\left[f,g\right])-2\vert \right\}=r}.

## Anwendungen
- Die Jørgensen-Ungleichung wird in zahlreichen Konvergenzbeweisen in der Theorie der Kleinschen Gruppen verwendet.
- Jørgensens ursprüngliche Anwendung war der Beweis des folgenden Konvergenzsatzes: Sei {\displaystyle \Gamma } eine nicht-elementare Kleinsche Gruppe und {\displaystyle (\phi _{n})_{n}} eine Folge von Isomorphismen von {\displaystyle \Gamma }, die gegen einen Homomorphismus {\displaystyle \phi :\Gamma \rightarrow PSL(2,\mathbb {C} )} konvergiert, dann ist {\displaystyle \phi (\Gamma )} eine Kleinsche Gruppe und {\displaystyle \phi } ist ein Isomorphismus.
- Falls {\displaystyle f} parabolisch ist, erhält man das klassische Resultat über die Existenz präzis invarianter Horosphären.
- Es gibt zahlreiche Verallgemeinerungen der Jørgensen-Ungleichung auf diskrete Gruppen von Isometrien anderer metrischer Räume.